# الشريفية
قرية الشريفية هي إحدى القرى التابعة لمركز المنزلة في محافظة الدقهلية في جمهورية مصر العربية. حسب إحصاءات سنة 2006، بلغ إجمالي السكان في الشريفية 986 نسمة، منهم 489 رجل و497 امرأة.